# Оккупация Международной зоны Танжер
Оккупация Международной зоны Танжер — вторжение и последующая временная оккупация Испанией Международной зоны Танжер при Второй мировой войне с 13 июня 1940 по 11 октября 1945 года.

## Предыстория
10 мая 1940 года Третий Рейх вторгся в страны Бенилюкса и Францию. К началу июня стало понятно, что Франция вскоре падёт. Тогда 12 июня Испания официально изменяет свой статус с нейтрального на положение «невоюющей страны», а на следующий день руководитель испанского МИД Бейгбедер уведомил французское правительство Третьей республики о намерении оккупации Международной зоны Танжер, чтобы дальнейший ввод войск прошёл мирно. Единственным ответным требованием Франции было дать заверение, что оккупация будет лишь временной, на что тот и согласился. К вечеру соответствующее соглашение уже было подписано. Франко принял такое решение, предварительно проконсультировавшись с Гитлером по поводу судьбы Марокко после падения Франции. Испания выдвигала требования о передаче ей всего Французского протектората, на что Гитлер не пошёл. В свете этих событий оккупация Международной зоны Танжер выглядит как ответ Франко и ещё раз подчёркивает некоторую политическую независимость Испании от Германии.
Однако, ещё до подписания этого договора, днём 13 июня, комиссар испанского протектората в Марокко Карлос Асенсио Кабанильяс получил приказ занять Танжер. По плану официальный приказ должен был дать правитель Французского Марокко, дабы предать операции хоть немного легитимности. Султан Марокко, находящийся в Французском протекторате подобные происпанские распоряжения давать вряд ли бы стал, поэтому было решено призвать к этому плану марокканского наместника (тетуанский халиф) испанского протектората Марокко, находившегося в Тетуане, что было исполнено.

## Ввод войск
Сразу же после получения приказа, Кабанильяс начал формирование контингента. Из IX армейского корпуса, в который входили 14 батальонов (по-испански — таборов) из местных берберов и арабов, находившегося на западе Испанского протектората, было создано войсковое соединение численностью 4000 человек, переданное под командование полковнику Юсте Сегура. Кроме того, для операции по вводу войск Юсте имел также ещё 6 пехотных батальонов и 2 кавалерии.

Для предотвращения возможной ответной атаки французов, по всей границе с французским протекторатом были размещены остатки IX корпуса и X корпуса.
В ночь с 13 на 14 июня генерал-лейтенант Асенсио позвонил французскому комиссару Марокко, Ногесу и уведомил его о скором вводе войск в Международную зону Танжер. Через 15 минут испанские части пересекли границу, а к полудню 14 июня все главные точки города были взяты без сопротивления. Ввод войск прошёл мирно, не было ни единой жертвы. Французского военного ответа также не последовало.

## События после оккупации
Националистическое франкистское общество ликовало.
Что касается реакции со стороны других стран, то она естественно последовала, в первую очередь от Великобритании. На такую озабоченность Бейгбедер ответил, что Испания будет придерживаться принципа демилитаризации и нейтральности Танжера. Вероятно, Великобритания не хотела подвергать опасности Гибралтар, гипотетические планы захвата которого уже строились. Официальной отрицательной реакции от Германии не последовало. Гитлер не одобрил данное решение и с этого момента отношения с Рейхом начали портиться, хотя это событие послужило скорее лишь поводом для отдаления двух фашистских стран, так как от немецкого влияния Франко хотел освободиться ещё давно.
3 ноября 1940 года Танжер был интегрирован в Испанский протекторат Марокко, то есть аннексирован. Это подтверждает формальность обещаний испанского МИД по поводу «временной оккупации» Международной зоны.
В остальном каких-то особых событий до 1945 года не происходило, свидетельств каких-то репрессий и произвола испанских властей в Танжере не найдено.

### Ситуация после поражения стран Оси
11 октября 1945 года Танжер вновь стал Международной зоной.
После поражения Третьего рейха и его союзников во Второй мировой войне, Испания оказалась в международной изоляции. Западные державы согласились поддержать просьбу Советского Союза, выдвинутую им на Берлинской (Потсдамской) конференции, о непринятии страны в ООН в силу характера режима Франко и его тесной связи с государствами-агрессорами. В итоге после обсуждения «испанского вопроса» в Совете Безопасности и в специально созданном подкомитете, а затем в комитетах Генеральной Ассамблеи ООН на 59-м заседании первой сессии Генеральной Ассамблеи 12 декабря 1946 года была принята резолюция, которая рекомендовала странам-членам организации не принимать Испанию в ООН и отозвать из Мадрида своих послов. В Испании остались только послы Португалии, Ватикана и Аргентины. После окончания Второй мировой войны Испания берёт курс на сотрудничество с США. 31 октября 1950 года США и Великобритания решили провести через Генеральную Ассамблею ООН решение об отмене дипломатических санкций против Испании, а соглашения в 1953 году с США, означали не только завершение дипломатической изоляции, но и отказ Испании от давней традиции нейтралитета, в пользу курса политики сотрудничества с Америкой.